# Jean-Baptiste Michel Durand
 (juillet 2019).
Si vous disposez d'ouvrages ou d'articles de référence ou si vous connaissez des sites web de qualité traitant du thème abordé ici, merci de compléter l'article en donnant les références utiles à sa vérifiabilité et en les liant à la section « Notes et références ».
Jean-Baptiste Michel Durand, baron d'Herville, né le 19 avril 1749 à Paris et mort le 19 juin 1830 dans la même ville, est un général français de la Révolution et de l’Empire.

## États de service
Il entra le 11 janvier 1769 au corps royal de l'artillerie de l'Inde. Employé successivement à l'île de France (l'île Maurice) et à Ceylan, de 1770 à 1777 ; il fit les campagnes des Indes de 1778 à 1784, pendant lesquelles il assista à plusieurs sièges, batailles et combats sur mer et reçut cinq blessures.
Capitaine le 28 août 1780, il se fit remarquer à la bataille de Gondelour, le 13 juin 1783.
Capitaine commandant au 8e régiment d'artillerie le 1er mai 1786, il reçut la croix de Saint-Louis le 10 janvier 1788 ; chef de brigade d'artillerie le 27 janvier 1791, lieutenant-colonel le 1er juillet 1792, et colonel le 14 du même mois ; il rentra en France à la fin de l'an IV, après un séjour de vingt huit ans en Inde.
Il fit la campagne d'Allemagne en l'an V, passa l'année suivante à la direction d'artillerie de la place de Lille, puis à celle de La Rochelle en l'an VIII, chargé en l'an X du commandement du parc de l'armée d'Espagne, il prit, en l'an XI, celui de l'armée des côtes de Brest.
Nommé membre de la Légion d'honneur le 15 pluviôse an XIII, il obtint la croix d'officier de l'Ordre le 26 prairial de la même année. Il rendit d'importants services pendant les campagnes de 1805 à 1807, en Allemagne, en Prusse et en Pologne, en qualité de directeur de l'artillerie du corps de la Grande Armée. Le 19 mars 1808, l'Empereur lui conféra le titre de baron de l'Empire.
Le colonel Durand-d'Herville passa dans le mois d'avril suivant à la direction de l'artillerie de Paris et de la 1re division militaire. Commandant de l'artillerie à Passau, en 1810, il fit deux nouvelles campagnes en Allemagne, vint reprendre en 1813 la direction de Paris, et fut élevé au grade de général de brigade le 8 janvier 1814.
Louis XVIII lui donna la croix de commandeur le 10 septembre 1814, et l'admit à la retraite le 24 décembre de la même année.
Il est mort le 19 juin 1830 à Paris.